# Bijje-Krönekenjaure
Bijje-Krönekenjaure är en sjö i Strömsunds kommun i Jämtland och ingår i Ångermanälvens huvudavrinningsområde. Sjön har en area på 0,24 kvadratkilometer och ligger 753 meter över havet. Bijje-Krönekenjaure ligger i Frostvikenfjällen Natura 2000-område.

## Delavrinningsområde
Bijje-Krönekenjaure ingår i det delavrinningsområde (718018-145169) som SMHI kallar för Utloppet av Bijje-Krönekenjaure. Medelhöjden är 808 meter över havet och ytan är 2,8 kvadratkilometer. Räknas de 2 avrinningsområdena uppströms in blir den ackumulerade arean 5,74 kvadratkilometer. Vattendraget som avvattnar avrinningsområdet har biflödesordning 5, vilket innebär att vattnet flödar genom totalt 5 vattendrag innan det når havet efter 306 kilometer. Avrinningsområdet består mestadels av skog (50 procent) och kalfjäll (40 procent). Avrinningsområdet har 0,29 kvadratkilometer vattenytor vilket ger det en sjöprocent på 10,3 procent.